# Béké
Béké è un termine del creolo delle Antille con cui nelle Antille francesi si designano i discendenti dei primi coloni europei, solitamente di origine francese. 
I béké costituiscono una piccola minoranza (in Martinica, ad esempio, sono circa 3.000 su una popolazione totale di 397.732 abitanti), sebbene formino la classe economica dirigente e controllino gran parte della ricchezza.

## Origine
L'origine del termine non è chiara: diverse le possibili spiegazioni avanzate. Una prima ipotesi fa riferimento ad una parola della lingua igbo, usata per designare gli europei. Altra possibile spiegazione si riconduce all'espressione eh bé qué (dal francese eh bien quoi?, traducibile con "che c'è?"), che gli schiavi africani avrebbero appreso dai coloni francesi. La terza ipotesi fa risalire il termine all'espressione blanc des quais ("bianco della banchina del porto"), un'allusione al fatto che i coloni bianchi controllavano le aree portuali. Localmente, è molto diffusa l'interpretazione etimologica secondo cui béké deriverebbe da blanc créole o, nella variante creolizzata, blanc kréyol, abbreviata in B.K., da cui, appunto, béké.
Similmente, l'espressione blanc péyi indica un bianco originario della Francia che, tuttavia, diversamente dai béké, non discende dai primi coloni ma che, comunque, ha adottato i costumi locali (fra cui, in particolar modo, l'uso della parlata creola).

## Conflitti sociali
Il fatto che i béké costituiscano una minoranza piuttosto esigua ma molto potente ha portato, nel gennaio 2009, ad alcuni contrasti con la maggioranza della popolazione delle Antille francesi, formata da neri e mulatti. A seguito dell'ondata di scioperi in Guadalupa, i béké sono stati accusati dal movimento LKP (in creolo Liyannaj Kont Pwofitasyon, traducibile con "Alleanza contro i profittatori") di detenere troppo potere rispetto alla loro consistenza numerica.